# Łaźnia Memi paszy

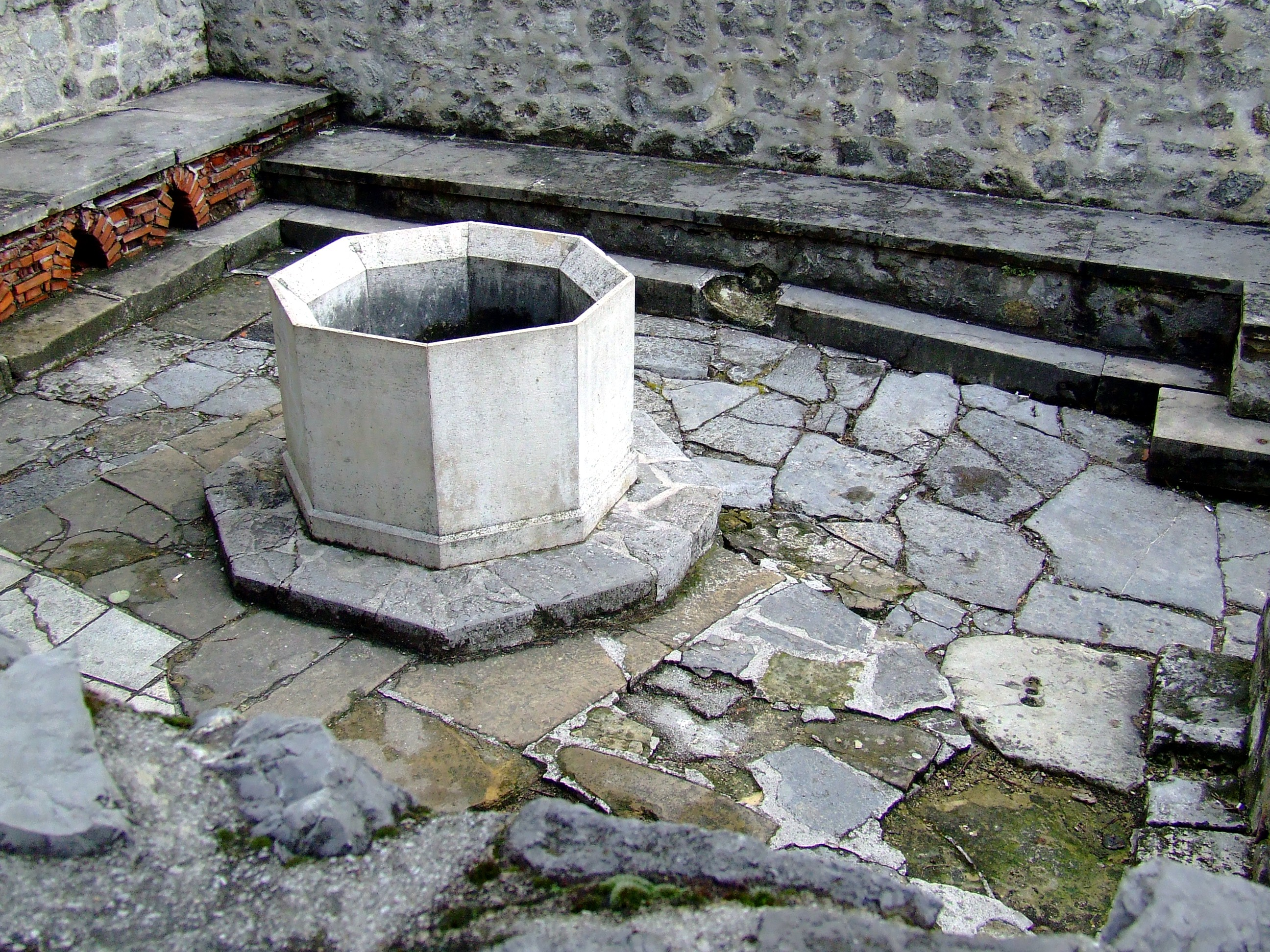
Ruiny jednego z pomieszczeń łaźni.

Łaźnia Memi paszy (węg. -  Memi pasa fürdője) – należy do pięciu najważniejszych budowli z okresu panowania tureckiego w Peczu, które zostały częściowo odrestaurowane. Udostępnione do zwiedzania pozostałości znajdują się na końcu ulicy Franciszkańskiej (Ferencesek utca) obok kościoła Franciszkanów. W czasach tureckich obok łaźni stał prawdopodobnie meczet Memi paszy, medresa oraz budynki mieszkalne Solimana agi. Pod podłogą łaźni znajdował się system grzewczy, za pomocą którego ogrzewano zarówno pomieszczenia jak i wodę. W przedsionku znajdował się ozdobny zdrój, a przy ścianach wygodne ławy do siedzenia. W wąskim pomieszczeniu za przedsionkiem był zdobiony rzeźbami ścienny zdrój, umywalka oraz ława do siedzenia i wypoczynku. W przylegającym do niego większym pomieszczeniu znajdowały się ławy do wypoczynku, a obok wejścia ośmiokątny kamień używany przy masażach. Do budynku pokrytego kopułą, światło dzienne dostawało się przez sześciokątne otwory. Większość z nich jest zrekonstruowana.

## Historia
Stojący tu wcześniej przy kościele franciszkanów klasztor, Turcy przebudowali na łaźnię. Zgodnie ze znajdującą się na zabytku tablicą, łaźnię wzniesiono w trzeciej ćwierci XVI wieku. Turecki podróżnik i historyk Evliya Çelebi wymienia przy okazji swojej wizyty w Peczu w połowie XVII w.  trzy łaźnie: Memi paszy, Ferhada paszy i Gazi Kasıma paszy. Na temat łaźni Memi paszy pisał: "W pobliżu meczetu Memi paszy jest łaźnia Memi paszy w urokliwym budynku, a jej słudzy są bardzo zręczni..."
Meczet Memi paszy został zburzony lub przebudowany przez franciszkanów jeszcze w XVIII wieku. Łaźnia turecka przetrwała natomiast aż do 1880 r. 
W latach 70. XX wieku pozostałości łaźni odkopano, by udostępnić je do zwiedzania. Ekspozycja ta przedstawia łaźnie tureckie na Węgrzech i jednocześnie historię wykopalisk łaźni Memi paszy.

## Stan
Łaźnia jest obecnie ruiną. Wynikiem ekspozycji jako trwałej, niepokrytej dachem ruiny jest wystawienie jej na procesy niszczenia przez mróz, opady czy kondensację pary. Ruiny są wykorzystywane bez konkretnego przeznaczenia. Dzięki tureckim funduszom w wysokości 1 miliarda forintów w Peczu mogą być odnowione trzy tureckie zabytki (Türbe Idrisa Baby, Meczet Yakovalı Hasana i Meczet Ferhada paszy), ale nie objęły one renowacji łaźni Memi paszy.